# Casa Aspley
A Casa Aspley é uma casa de campo do século XVII listada com Grau II * perto de Aspley Guise em Bedfordshire, na Inglaterra.